# Hunter (rivier)
De Hunter is een rivier in het oosten van de Australische deelstaat New South Wales. Zij ontspringt in de Mount Royal Range, zuidelijk van de Liverpool Range op een hoogte van 1420 m. Zij stroomt over een afstand van 468 km eerst in zuidelijke dan in oostelijke richting naar de Tasmanzee, waarbij de steden Muswellbrook, Singleton, Maitland en Newcastle worden aangedaan.
Ook het stuwmeer Lake Glenbawn ligt in de loop van de rivier.
De rivier werd voor het eerst door Europeanen ontdekt in de jaren 1790. In 1796 werd in het stroomgebied steenkool gevonden. Vanaf 1797 werd de naam Hunter River gebruikt, naar Captain John Hunter, de toenmalige gouverneur van de deelstaat.
De Hunter treedt regelmatig buiten zijn oevers, soms met ernstige gevolgen. Zo werden in 1955 alle steden langs de rivier zwaar getroffen, in het bijzonder Maitland.